# Ронкіс
Ронкіс (італ. Ronchis) — муніципалітет в Італії, у регіоні Фріулі-Венеція-Джулія,  провінція Удіне.
Ронкіс розташований на відстані близько 440 км на північ від Рима, 60 км на захід від Трієста, 30 км на південь від Удіне.
Населення — 2100 осіб (2014).
Щорічний фестиваль відбувається 30 листопада. Покровитель — Андрій Первозваний.

## Демографія
Населення за роками:

Станом на 1 січня 2023 року в муніципалітеті офіційно проживало 128 іноземців з 22 країн, серед них 55 громадян країн Євросоюзу та 9 громадян України.

## Сусідні муніципалітети
- Латізана
- Палаццоло-делло-Стелла
- Ривіньяно-Теор
- Сан-Мікеле-аль-Тальяменто
- Вармо